# Elisaveta Karamijailova

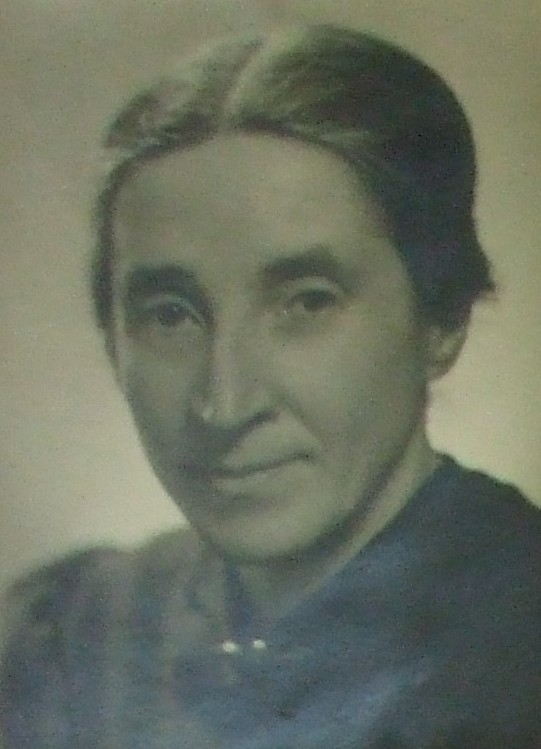
Elisabeth Ivanova Kara-Michailova

Elisabeta Ivanova Karamijailova (en búlgaro, Елисавета Иванова Карамихайлова), alternativamente Elisabeth Karamichailova era una física búlgara de padre búlgaro  y madre inglesa. Fue una de las pocas mujeres pioneras en física nuclear a principios del siglo XX, estableció los primeros cursos prácticos de física de partículas en Bulgaria y fue la primera mujer en obtener un grado académico en el país.

## Primeros años
Elisabeta Karamijailova nació en 1897 en Viena, hija de Iván Karamijailov y Mary Slade. Ambos padres habían estudiado en la Universidad de Viena. Iván, nacido en Shumen, estudiaba medicina, mientras que Mary, oriunda del Minster Lovell en Oxfordshire, estudiaba música. Después de que su padre se graduara en 1907, la familia permaneció en Viena durante dos años antes de mudarse a Bulgaria en 1909, donde adquirieron una casa espaciosa en el centro de Sofía.
Karamijailova creció en un ambiente artístico y científico. Su padre convirtió el piso superior de su casa en un Hospital de la Cruz Roja, donde trataba a sus pacientes de forma gratuita. Se graduó en el Instituto de Mujeres de Sofía en 1917, y continuó sus estudios en la Universidad de Viena.

## Estudios en radiactividad
En 1922 Karamijailova se doctoró en Física y Matemáticas. Escribió su tesis, titulada "Sobre figuras eléctricas en diferentes materiales, especialmente en cristales" bajo la dirección de Karl Przibram. Karamichailova continuó después su trabajo en el Instituto para Estudios de Radio, interesándose especialmente por la radioluminiscencia. Cooperó con Marietta Blau en el estudio del polonio, y más tarde investigó métodos para bombardeo de neutrones en torio. Karamijailova asistió simultáneamente a cursos de ingeniería electrónica y radioeléctrica en el Politécnico de Viena. En el otoño de 1923 regresó brevemente a Bulgaria y trabajó como "becaria invitada" en el Instituto de Física de la Universidad de Sofía. Karamijailova regresó pronto a Viena y comenzó su trabajo sobre la transmutación de elementos ligeros bajo radiación de alfa en el Instituto de Estudios de Radio. En 1931, Karamijailova y Marietta Blau observaron un tipo específico de radiación previamente desconocida emitida por el polonio, que más tarde sería confirmada por James Chadwick como radiación de neutrones, lo que le llevó a descubrir los neutrones.
En 1933, el contrato el puesto de "asistente de investigación" que ocupaba en Viena rescindió. Karamijailova tuvo que continuar su investigación sin financiación hasta 1935, cuando obtuvo una beca de investigación Alfred Yarrow de tres años del Girton College, en Cambridge. Posteriormente fue contratada en el Laboratorio Cavendish. En diciembre de 1937, solicitó un puesto como docente en Física Experimental en la Universidad de Sofía. Karamijailova logró extender su beca por 10 meses, y finalmente regresó a Bulgaria en 1939, donde fue nombrada docente de Atomística Experimental con Radioactividad en la SU. Estableció un curso de física atómica, introduciendo los últimos conocimientos de sus estudios en Austria e Inglaterra y parte de su equipamiento. El estallido de Segunda Guerra Mundial frenó la expansión de las actividades de investigación nuclear.
Sus estudios estaban también relacionados con la radiación cósmica. Karamijailova utilizó placas fotográficas para continuar su trabajo en este campo, en el que había colaborado con Marietta Blau. Intentó continuar el estudio de la ionización múltiple, pero resultó imposible sin el sofisticado equipo al que tuvo acceso durante su estancia en Inglaterra. Cuando Karamijailova comenzó su trabajo en Sofía en 1940, sólo tenía un microscopio y un cuarto oscuro.

## Vida más tardía
Después del levantamiento de la izquierda en 1944, las nuevas autoridades búlgaras calificaron a Karamijailova de "poco fiable" debido a sus puntos de vista anticomunistas y le prohibieron salir del país. Continuó su trabajo en el campo de la radiactividad en Bulgaria, inicialmente en la Universidad de Sofía y más tarde en la Academia de Ciencias de Bulgaria, donde obtuvo el título de catedrática. Karamijailova murió de cáncer en 1968, posiblemente por la exposición a la radiación a largo plazo.